# Reiskleiewachs
Reiskleiewachs, Reiswachs oder Reisölwachs ist ein pflanzliches Wachs, das aus Reisöl gewonnen wird. 

## Eigenschaften
Reiskleiewachs ist eine gelblich-weiße bis orange-braune, harte, leicht kristalline Substanz und besteht hauptsächlich aus Fettsäureestern höherer Fettalkohole, etwas Palmitinsäure und Cerylalkohol. Daneben enthält das Wachs freie Fettsäuren sowie Squalene und Phospholipide. Der Gehalt an Wachs ist in der Regel größer als 96 %. 
Der Schmelzpunkt des Rohwachses liegt zwischen 67 und 69 °C, die Verseifungszahl liegt zwischen 142 und 144; gereinigtes Wachs schmilzt bei ca. 75 °C, die Verseifungszahl beträgt ca. 65–95, die Säurezahl ist <15 und die Iodzahl <15. Es ist löslich in Chloroform und Benzol, und unlöslich in Wasser.

## Gewinnung
Reiskleiewachs fällt bei der Herstellung von Reisöl an, rohes Reisöl enthält ca. 3–6 % Wachs, das Wachs wird durch Abkühlen des Öls auf 20–25 °C oder durch Winterisieren, gefolgt von einer Filtration, oder durch Zentrifugation isoliert. Dann wird es entweder mit Lösungsmitteln (Aceton, Ethanol u. a.) gewaschen und gebleicht, oder hydriert.
Reiskleiewachs kann auch verseift sowie leicht desodoriert werden.

## Verwendung
Reiskleiewachs wird vorwiegend für kosmetische Zwecke verwendet. Es wird als ein nicht schmelzendes Peelingwachs verwendet, dessen Partikelgrößenverteilung in einem weiten Bereich eingestellt werden kann. Die Mikronisierung des Reiskleiewachses erfolgt dabei durch Dispergierung in Wasser-Lösungsmittel-Gemischen bei erhöhter Temperatur, nachfolgender Abkühlung, Filtration und Trocknung. Dabei werden mikronisierte Wachsteilchen über ein weites Partikelgrößespektrum erhalten.
Reiskleiewachs ist auch eine Quelle für Policosanole mit Fettalkoholen von 24 bis 36 Kohlenstoffatomen pro Molekül.